# バードギール

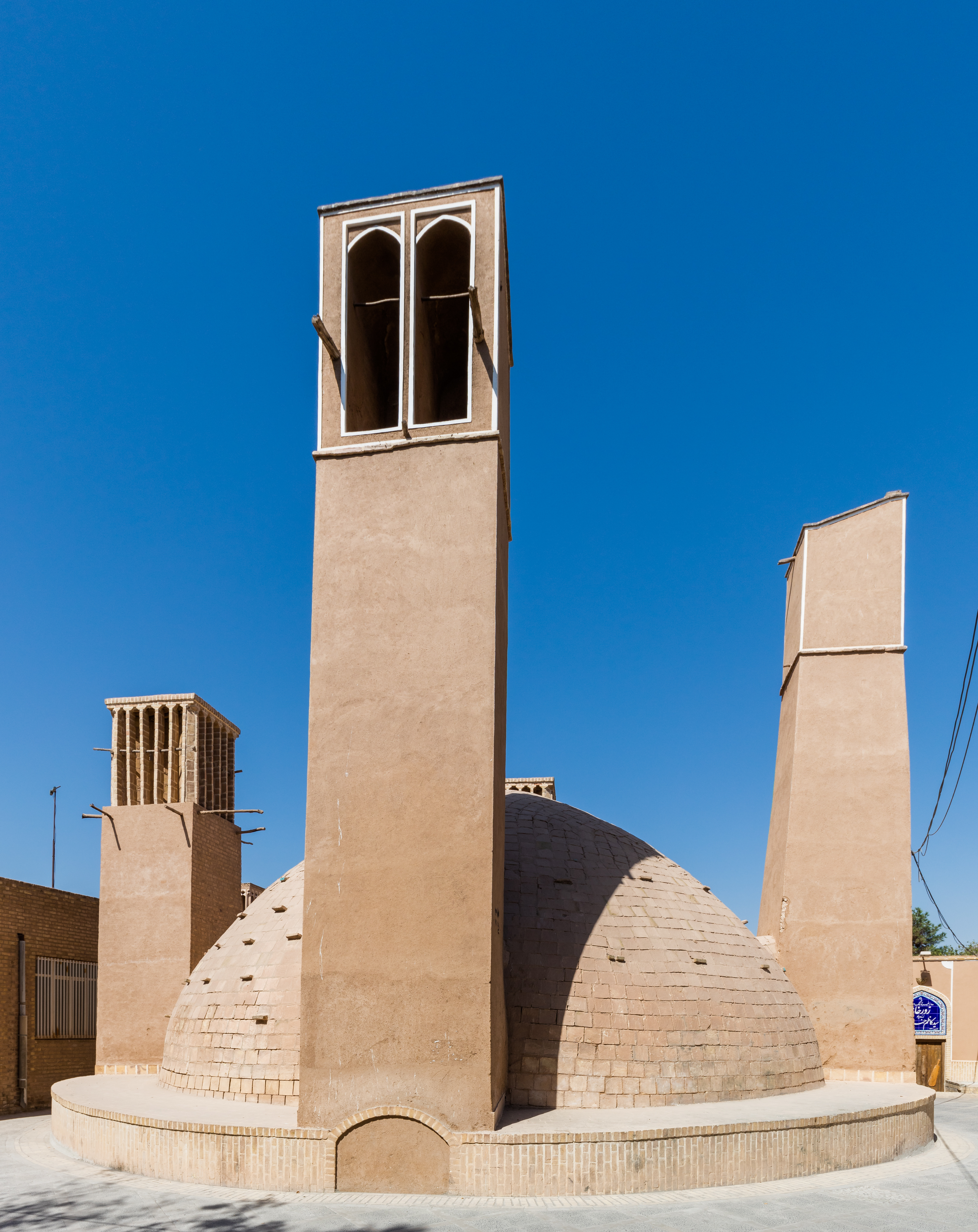
イランのヤズドにあるバードギールと二重のドームを備えたアーブ・アンバール（伝統的な貯水施設）

アラブ（ペルシャ）建築で使われるmalqaf構造

バードギールとカナート(地下水路)による冷却

バードギール(ペルシア語: بادگیر、バードは「風」、ギールは「捕まえるもの」の意、日本では採風塔とも呼ばれる）は、自然換気の為に、伝統的にペルシャ建築で建築されている風を採り入れる塔である。デザインは、風の取り入れ口が一方向にのみ向いているものから、複数方向に向いているものまで様々である。
この仕組みは、古代エジプト建築にも用いられていた。多くの国に存在し続けており、ペルシャ湾岸のアラブ諸国（主にイランのヤズド地方、バーレーンとドバイ）、パキスタン、アフガニスタンを含む中東の伝統的なペルシア人の影響を受けた建築に見られる。

## 背景
バードギールが普及している地域は、乾燥した気候で日中の温度変化が大きく、ほとんどの建物は断熱性の高い厚いセラミックで作られている。直射日光の熱、遮る物が無い砂漠からの砂や強風を避ける為、窓は太陽から遠い場所に小さくしか作られない。
多くの場合、バードギールは夏季の間も凍結温度近くで水を貯めることができるアーブ・アンバールと呼ばれる伝統的な貯水施設と共に設置され、貯水施設内の気圧の圧力勾配と蒸発冷却効果で水の温度を下げ、水が清潔な状態で保存されるようにしている。
小さなバードギールは、伝統的なペルシアの建築ではシシュカンと呼ばれている。シシュカンは、今でもガズヴィーン等のイランの他の北部の都市のアーブ・アンバールの上に見ることができる。これらは、イランの中央砂漠で見られような空調設備というより換気装置として設置されている。
バードギールとカナート(地下水路)を組み合わせ、夏の間はモスク、学校、家庭などでシャベスタンという冷却部屋が活用された。

## 古代エジプトでの利用

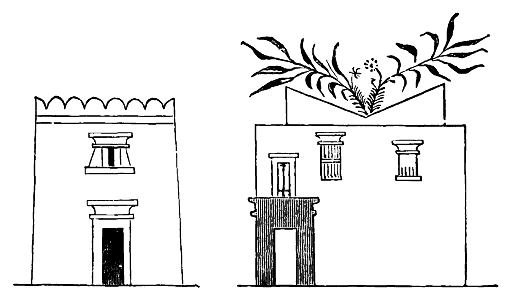
バードギールと古代エジプト住居

紀元前 約1300年のエジプト第19王朝ファラオ家NebAmunの墓の絵画に描かれている（英国博物館）。
現代のエジプトでは、malqafや複数形でmalaaqefと呼ばれている。

## 形状
イランのバードギールは細長い通気孔が並んだ塔状の設備で、ダクトを通じて外部風を導く構造となっている。典型的なイラン住宅では、夏期に居住空間として利用されるイワーンと呼ばれる半屋外空間の上部に設置される。バードギールは単一風向型と多風向型の2種類に分類され、
海風などで一方からのみ風が吹く傾向がある場所では、単一風向型のバードギールが建てられる。
多風向型は4方向に開口部があり、あらゆる方向からの風に対応できる。単一風向型と異なる点に、吸気と同時に排気が行える特徴がある。
パキスタンの風窓は板とセメントで作られた簡単な構造である。ほこりの多い日や寒い日には風を受ける面を閉じることができる。

## 働き
近代建築のベンチレーターは負圧によって外気を誘引し外部に排気する仕組みだが、バードギールは正圧によって風を屋内に取り込む仕組みとなっており、両者の力学的メカニズムは異なるものである。
村上周三らによって2005年に行われたヤズド地方での実測とコンピュータによるシミュレーションによれば、バードギールの採涼効果によって標準新有効温度(SET*)で約2℃の低下が見られた。

## 近年の活用
アルミニウムの採用など新技術が盛り込まれ、ユタ州ザイオン国立公園のビジターセンターなど建築への活用がなされている。

## ギャラリー

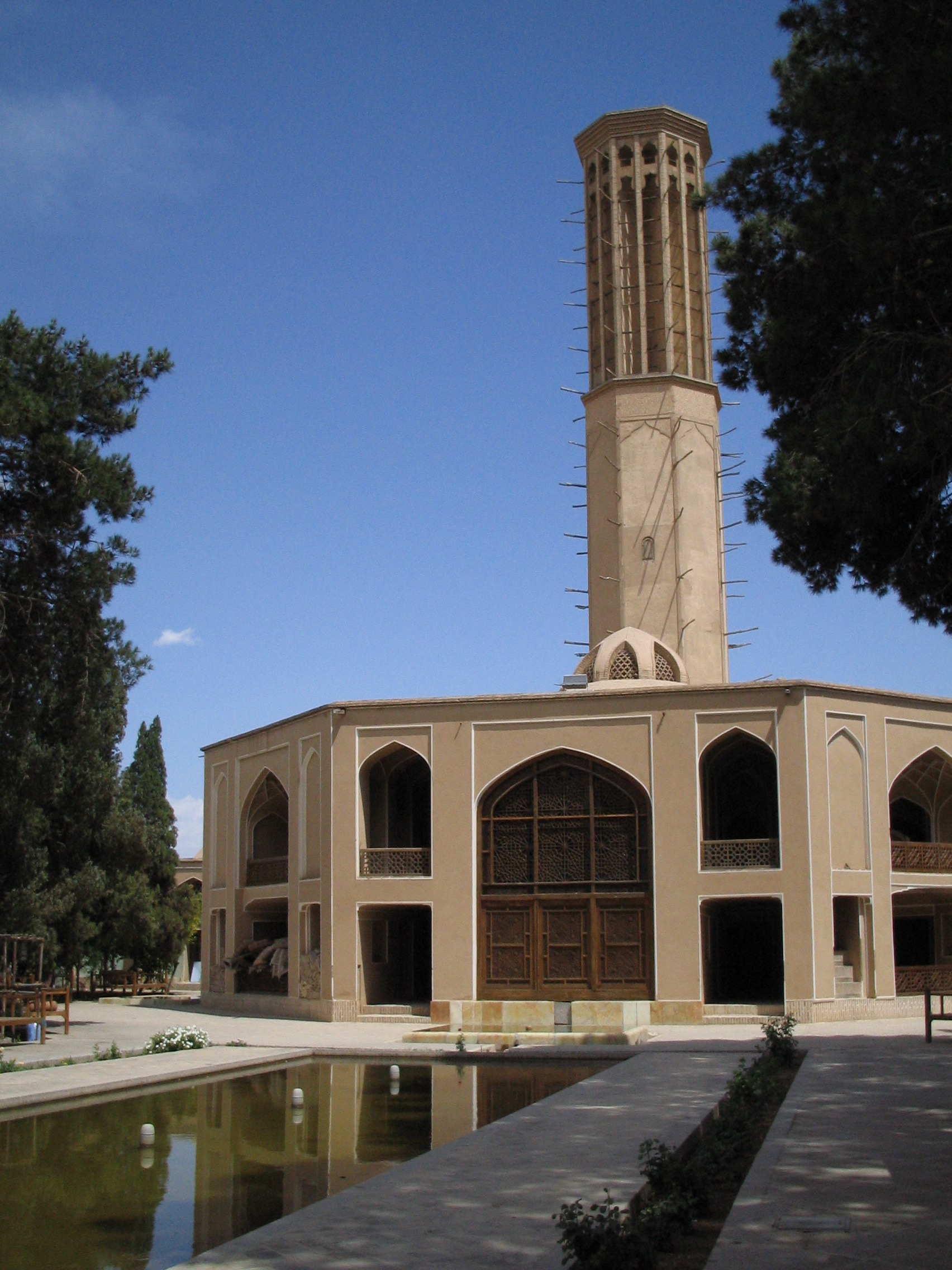
イランの世界遺産ペルシャ式庭園のドーラト・アーバード庭園、最も高いバードギールの一つ
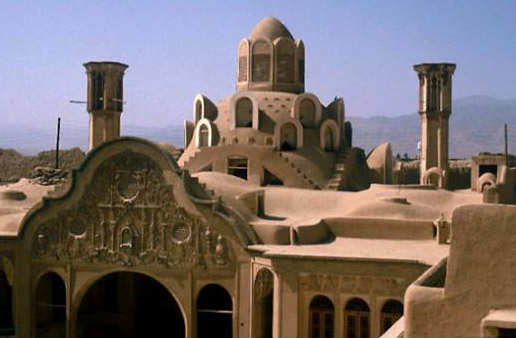
1857年に建てられたBorujerdis House、古代ペルシャ砂漠建築の好例。
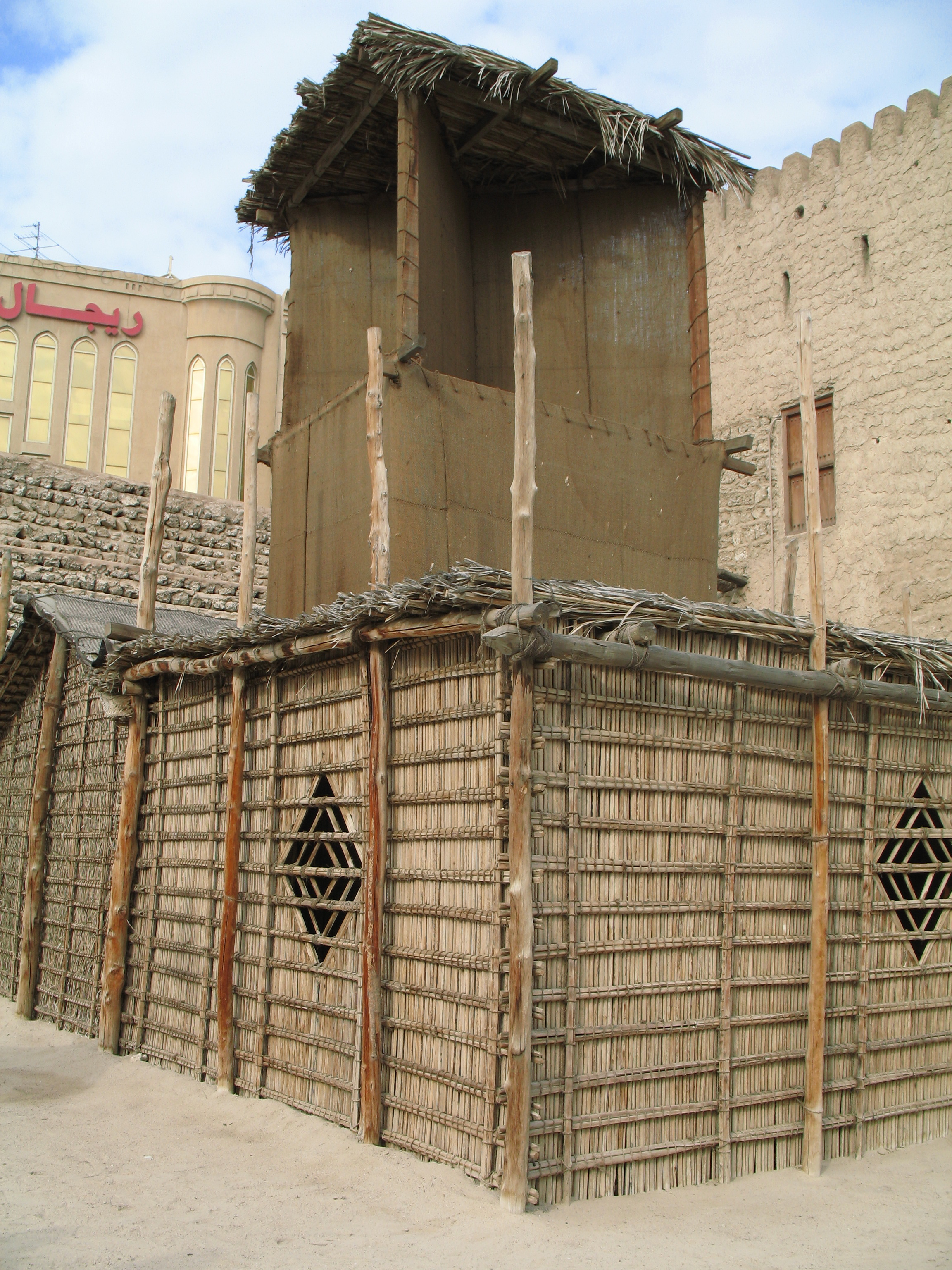
バラスティ（ヤシの葉）製の家とバードギール
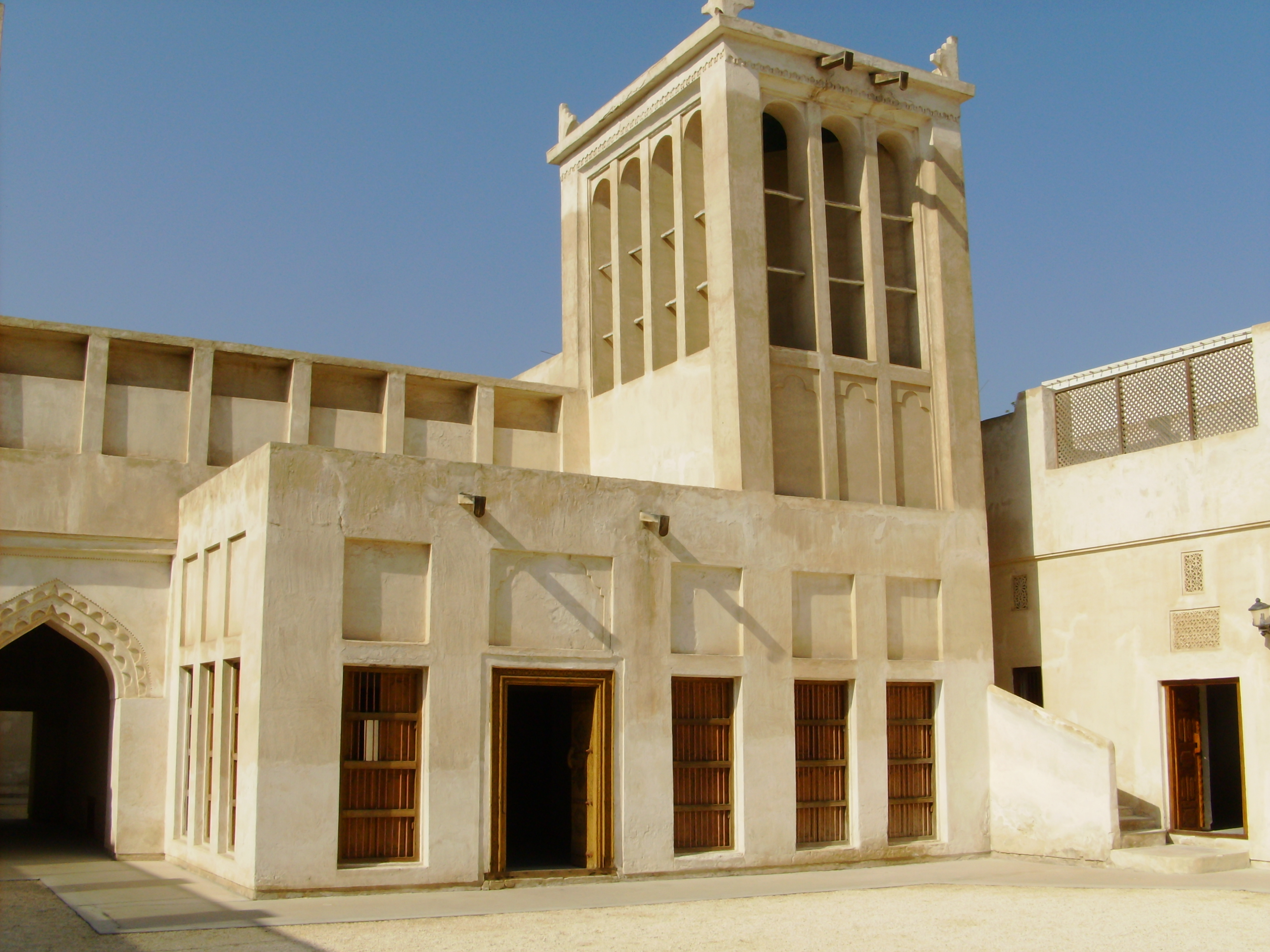
バーレーン、ムハッラクのイーサ・ビン・アリ・アール・ハリーファ（英語版）国王の家
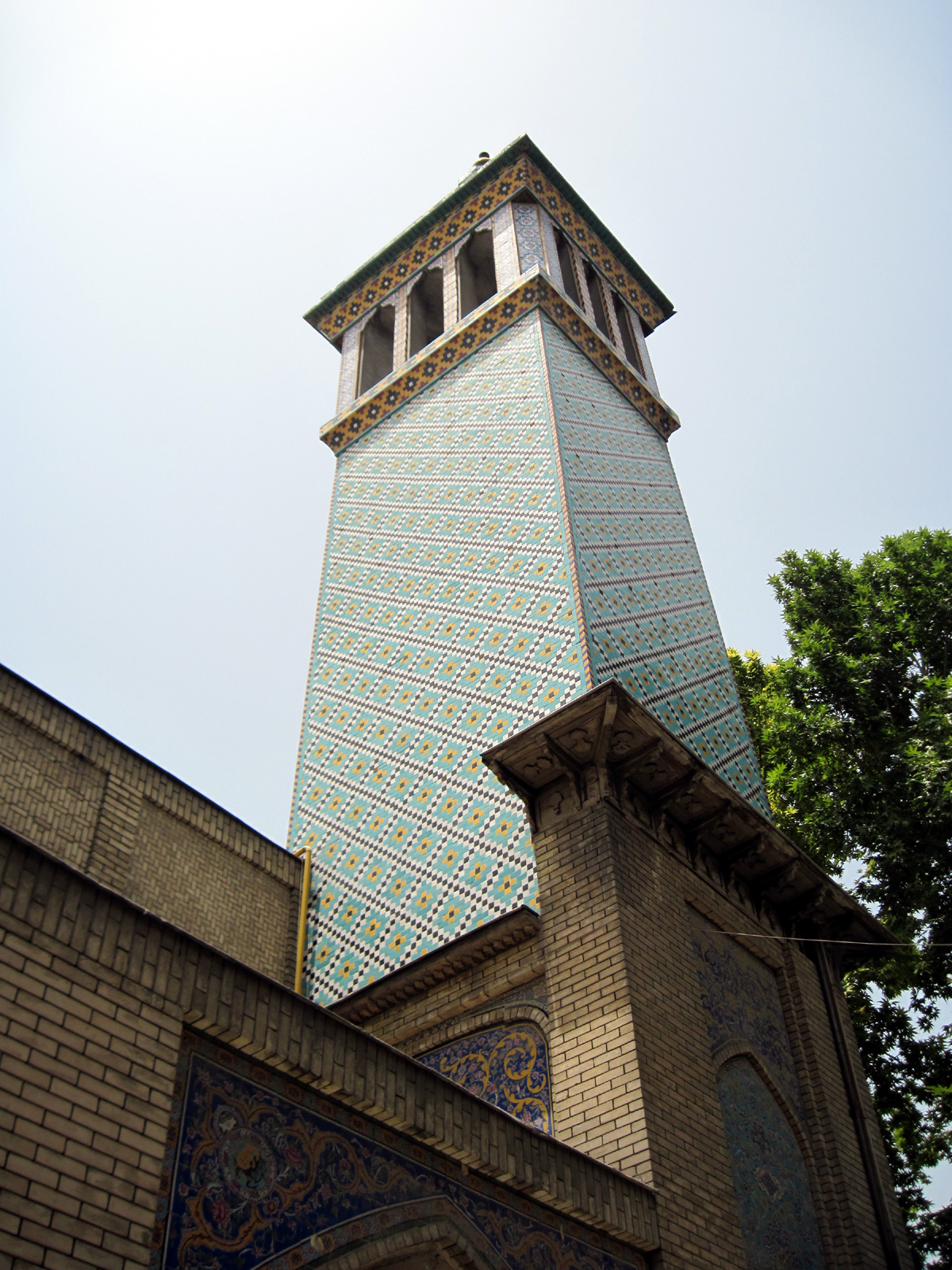
イラン、テヘランのゴレスターン宮殿
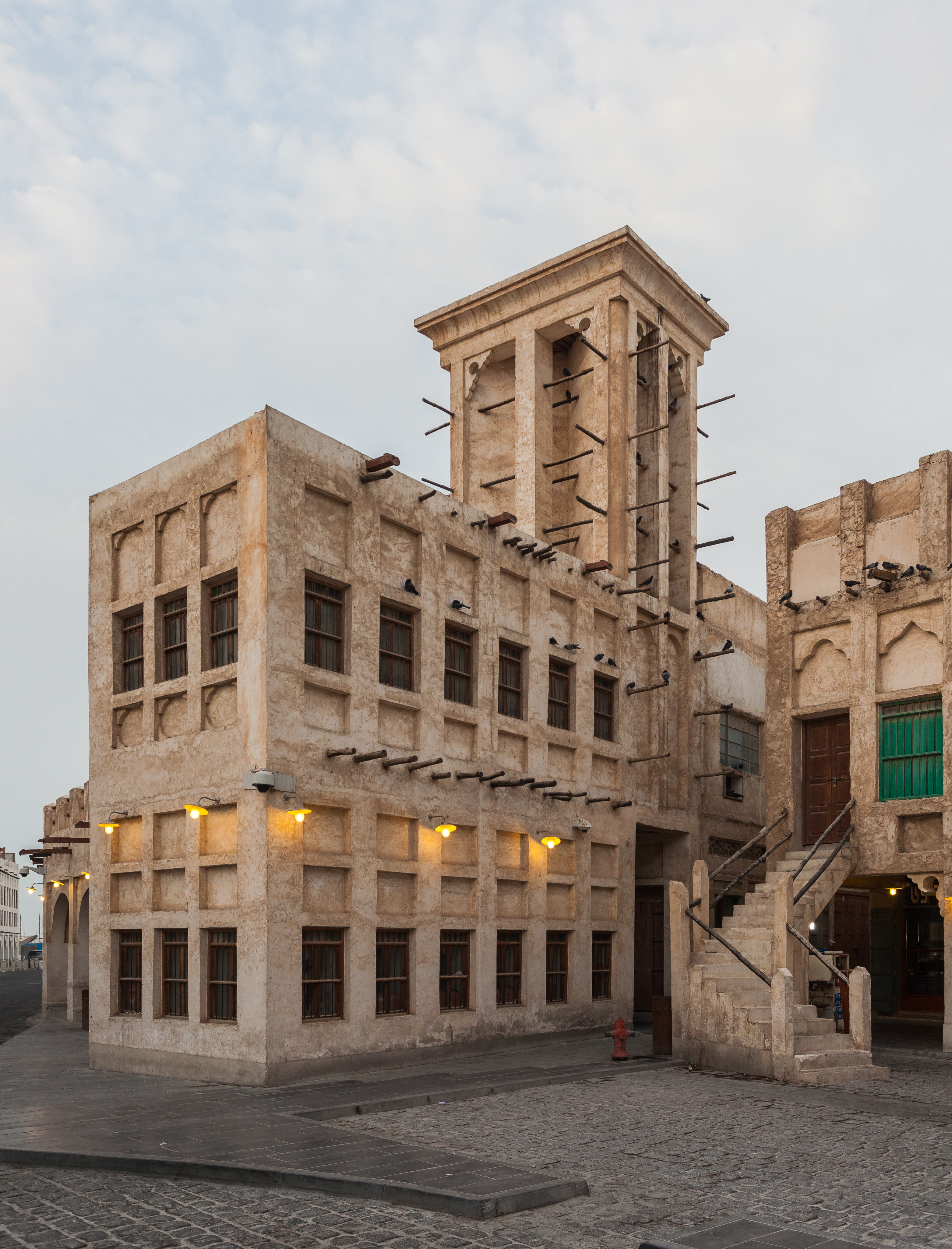
カタール、ドーハ、スーク・ワーキフの例